# Henrik Rummel
Henrik Rummel est un rameur américain né le 26 septembre 1987 à Copenhague.

## Palmarès

### Jeux olympiques
- 2012 à Londres,  Royaume-Uni
  -  Médaille de bronze en quatre sans barreur

### Championnats du monde d'aviron
- 2009 à Poznań,  Pologne
  -  Médaille d'or en deux de pointe avec barreur